# 大川政三
大川 政三（おおかわ まさぞう、1923年1月3日 - 2007年3月21日）は、日本の経済学者。一橋大学名誉教授、東京国際大学名誉教授。専門は財政学。勲三等旭日中綬章受章。
日本財政学会代表理事、日本経済政策学会理事、日本地方自治研究学会理事、国際財政学会理事、財政制度審議会委員、大学設置審議会委員、日本学術会議会員、国税審議会会長などを歴任。
指導学生に堀場勇夫（青山学院大学名誉教授）、内藤忠顕（元日本郵船社長）、永田雄志（元東洋エンジニアリング会長）、伊藤隆敏（コロンビア大学教授）、金田勝年（元法務大臣）、進藤孝生（日本製鉄会長）、塚原治（元国税庁国税審議官）、鹿取克章（元駐インドネシア大使）、吉國眞一（元国際決済銀行アジア太平洋総代表）、星野茂夫（元国土交通省海事局長）など。

## 年譜
- 1923年1月3日：栃木県足利市に生まれる
- 1940年4月：東京商科大学（現一橋大学）附属商学専門部入学
- 1942年10月：東京商科大学入学（1943年12月から1945年9月まで軍務のため休学）
- 1948年3月：東京商科大学卒業（指導教官：板垣與一、木村元一）[5]
- 1954年3月：東京商科大学特別研究科修了
- 1954年4月：茨城大学文理学部講師
- 1956年10月：茨城大学文理学部助教授
- 1959年10月：一橋大学経済学部助教授
- 1965年4月：一橋大学経済学部教授
- 1981年9月〜1984年9月：一橋大学附属図書館館長[6]
- 1986年3月：一橋大学定年退官、一橋大学名誉教授
- 1986年4月：東京国際大学商学部教授
- 1989年4月〜1993年3月：東京国際大学経済学部長
- 1997年3月：東京国際大学退職、東京国際大学名誉教授
- 1998年11月：勲三等旭日中綬章受章[7]
- 2007年3月21日：午後8時15分、肺炎のため東京都品川区の病院で逝去[8]

## 著書

### 単著
- 『財政の政治経済学』（春秋社、1980年）
- 『日本財政の選択：財政改革への提言』（春秋社、1982年）
- 『日本の財政政策：「経済的政治」論からの批判と提言』（有斐閣、1985年）

### 共著
- （池田浩太郎）『近世財政思想の生成：重商主義と官房学』（千倉書房、1982年）
- （池田浩太郎・佐藤博・小林威）『財政学：現代財政の理論と政策』（春秋社、1990年）
- （大森誠司・江川雅司）『地域財政論：中央集権と地方分権の財政・経済分析』（創成社、1994年／改訂版・1995年）
- （大森誠司・江川雅司・池田浩史）『日本の財政：国の財政と地方財政の連関分析』（創成社、1999年／改訂版・2000年、増補改訂版・2001年、新訂版・2004年）

### 共編著
- （宇田川璋仁）『財政学講義』（青林書院新社、1969年）
- 『財政論：理論・制度・政策の総合』（有斐閣、1975年）
- （石弘光）『財政学研究：木村元一名誉教授記念論文集』（春秋社、1976年）
- （牛嶋正）『ワークブック財政学』（有斐閣、1977年／増補版・1982年）
- （池田浩太郎・佐藤博）『財政政策の新展開』（千倉書房、1980年）
- （小林威）『財政学を築いた人々：資本主義の歩みと財政・租税思想』（ぎょうせい、1983年）
- （佐藤博）『準公共財の財政論』（多賀出版、1984年）
- （池田浩太郎）『新財政論：理論・制度・政策の総合』（有斐閣、1986年）

### 訳書
- ゲルハルト・コルム『財政と景気政策』（木村元一、佐藤博との共訳、弘文堂、1957年）
- チャールズ・L・シュルツ『PPBSと予算の意思決定』（加藤隆司との共訳、日本経営出版会、1971年）
- C.V. ブラウン、ピーター・マクロード・ジャクソン『公共部門の経済学』（佐藤博との監訳、マグロウヒル好学社、1982年）

### 記念論文集
- 大川政三先生退官記念論文集刊行会編『現代財政学研究』（春秋社、1986年）